# L'Incroyable Histoire de Winter le dauphin 2
Série
L'Incroyable Histoire de Winter le dauphin
(2011)
Pour plus de détails, voir Fiche technique et Distribution.
L’Incroyable Histoire de Winter le dauphin 2 ou Histoire de dauphin 2 au Québec (Dolphin Tale 2), est un film d'aventure américain sorti en 2014, réalisé par Charles Martin Smith.
Le film est inspiré par l’histoire vraie d’un dauphin nommé Winter qui a été sauvé au large des côtes de Floride et pris en charge par l’association Clearwater Marine Aquarium.
Il s'agit de la suite de L'Incroyable Histoire de Winter le dauphin, sorti en 2011.

## Résumé
À l'hôpital Clearwater en Floride, Winter coule des jours heureux depuis qu'elle a sa prothèse de queue. Sa notoriété a fait grimper la fréquentation de l'établissement qui s'est agrandi et prévoit d'avoir prochainement ses propres scanners et salles d'opération. Sawyer Nelson (le jeune héros du premier volet) et Hazel Haskett (la fille du vétérinaire et directeur de l'hôpital Clay Haskett) y travaillent (malgré leur jeune âge) en tant que bénévoles avec d'autres adultes.
Mais un jour, alors que Winter a bien grandi, elle refuse de porter sa prothèse en permanence car elle n'est plus adaptée à sa morphologie. Et comme si ça ne suffisait pas, Panama, sa mère de substitution et son seul compagnon, meurt de vieillesse. Winter se retrouvant seul, sa vie au Clearwater se retrouve en sursis car la législation interdit de garder un dauphin sans compagnon. En effet, Winter devient agressif et frappe Sawyer. Et si rien n'est fait, la femelle sera transférée dans un parc marin.
Malgré la présence de Mandy, un autre dauphin au sein de l'hôpital, Haskett décide de le relâcher à l'issue d'un dernier test de chasse car selon lui, les animaux doivent rester sauvages et ne peuvent devenir domestiques. Alors que les chances de pouvoir garder Winter semblent quasi nulles, l'échouage d'un dauphin est signalé non loin de l'hôpital. Immédiatement pris en charge par Haskett, il se trouve être une petite femelle, baptisée pour l'occasion Hope. Les bénévoles essaient de faire rencontrer les deux dauphins dans l'espoir qu'ils s'apprivoisent mais la tentative échoue, Winter n'arrivant pas à nager sans prothèse.
Mais l'équipe ne veut pas en rester là. Elle décide de faire appel au Dr Cameron McCarthy, qui avait mis au point la première prothèse. Il passera presque toute une nuit à en fabriquer une autre, plus souple, plus esthétique et surtout adaptée à la morphologie de Winter. La deuxième tentative pour qu'il apprivoise Hope est un succès. Le sursis reposant sur Winter est donc levé.
Le film se termine par des images montrant la véritable histoire du sauvetage de Winter.

## Fiche technique
- Titre français : L'Incroyable Histoire de Winter le dauphin 2
- Titre original : Dolphin Tale 2
- Titre québécois : Histoire de dauphin 2
- Réalisation : Charles Martin Smith
- Scénario : Charles Martin Smith
- Photographie : Daryn Okada
- Montage : Harvey Rosenstock
- Musique : Rachel Portman
- Producteur : Broderick Johnson, Andrew A. Kosove et Steven P. Wegne
  - Coproducteur : Yolanda T. Cochran
  - Producteur délégué : Robert Engelman et David Yates
- Production : Alcon Entertainment, Boxing Cat Films et Color Force
- Distribution : Warner Bros.
- Pays d'origine :  États-Unis
- Langue originale : anglais
- Genre : aventure
- Durée : 107 minutes
- Date de sortie :
  -  États-Unis : 12 septembre 2014
  -  France : 24 septembre 2014

## Distribution

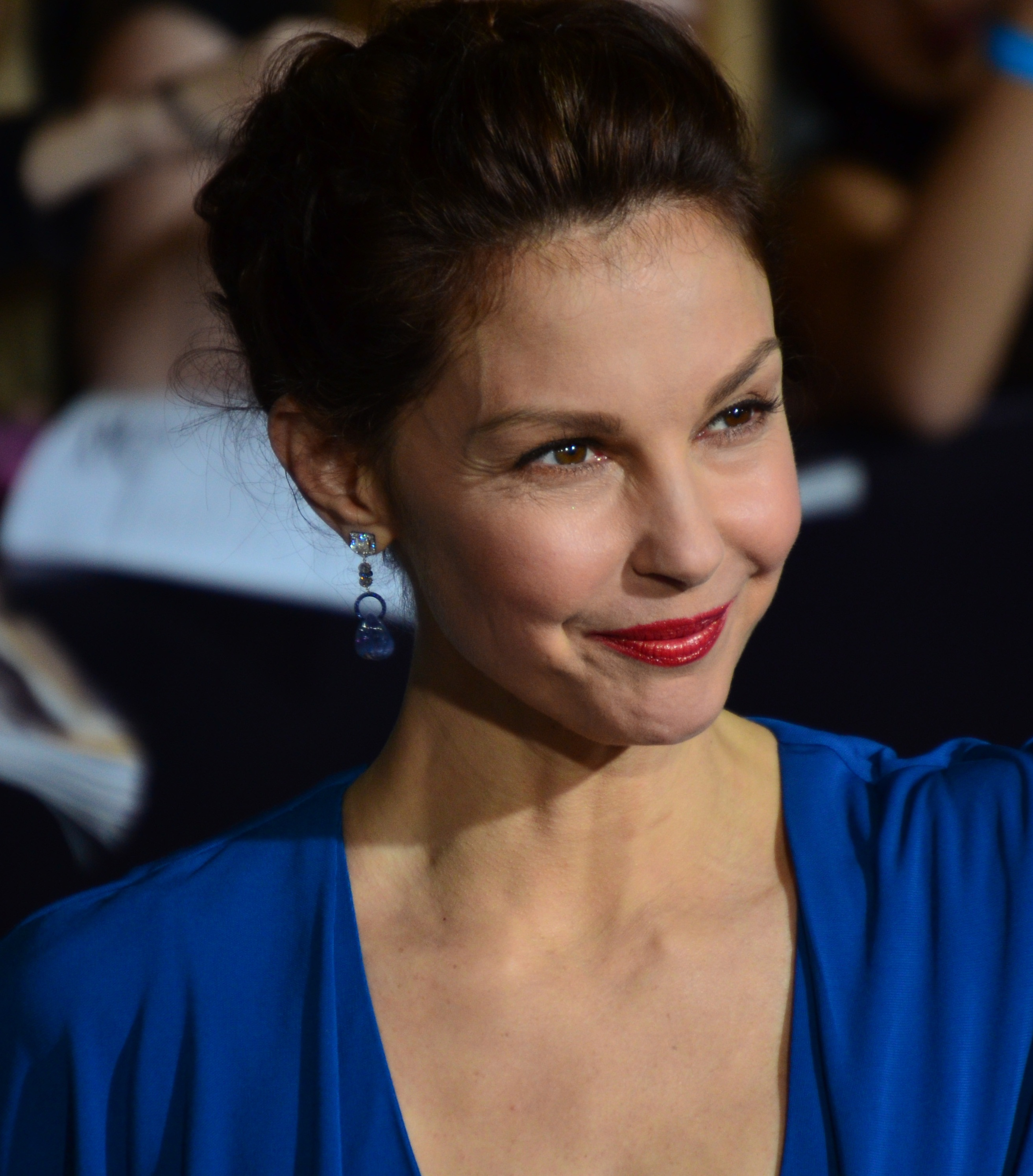
L'actrice principale Ashley Judd, en mars 2014.

- Morgan Freeman (VF : Benoît Allemane ; VQ : Guy Nadon) : Dr Cameron McCarthy
- Ashley Judd (VF : Juliette Degenne ; VQ : Natalie Hamel-Roy) : Lorraine Nelson
- Harry Connick Jr. (VF : Rémi Bichet ; VQ : Frédéric Paquet) : Dr Clay Haskett
- Kris Kristofferson (VF : Bernard Tiphaine ; VQ : Vincent Davy) : Reed Haskett
- Nathan Gamble (VF : Tom Trouffier ; VQ : Nicolas Poulin) : Sawyer Nelson
- Cozi Zuehlsdorff (VF : Alice Révérend ; VQ : Gabrielle Thouin) : Hazel Haskett
- Juliana Harkavy (VQ : Rose-Maïté Erkoreka) : Rebecca
- Taylor Blackwell : Susie
- Carlos Gomez (VF : Serge Biavan) : Dr Aslan
- Austin Stowell (VF : Tony Marot ; VQ : Éric Bruneau) : Kyle Connellan
- Betsy Landin (VF : Christèle Billault) : Kat
- Kim Ostrenko (VF : Delphine Allemane) : Alyce Connelan
- Austin Highsmith : Phoebe
- Denis Arndt (VF : Frédéric Cerdal) : Dennis
- Charles Martin Smith (VF : Vincent Violette) : George Hughes
- Julia Winter : Peyton
- Bethany Hamilton : elle-même

Source et légende : Version française (VF) sur AlloDoublage Version québécoise (VQ) sur Doublage Québec

## Réception critique
En France, le film reçoit un mauvais accueil de la critique presse (1,4/5 sur Allociné) mais un accueil plutôt bon des spectateurs avec un score de 3,3/5.